# Rezolucje Rady Bezpieczeństwa ONZ z roku 1977
Stałe miejsca w Radzie Bezpieczeństwa ONZ posiadają:
- ChRL
- Francja
- ZSRR
- Stany Zjednoczone
- Wielka Brytania

W roku 1977 członkami niestałymi Rady były:
- Benin
- Libia
- Mauretania
- Pakistan
- Indie
- Panama
- Wenezuela
- Kanada
- RFN
- Rumunia

## Rezolucje
Rezolucje Rady Bezpieczeństwa ONZ przyjęte w roku 1977: 
- 403 (w sprawie Botswany i Południowej Rodezji)
- 404 (w sprawie Beninu)
- 405 (w sprawie Beninu)
- 406 (w sprawie Botswany i Południowej Rodezji)
- 407 (w sprawie Lesotho i RPA)
- 408 (w sprawie Izraela i Syrii)
- 409 (w sprawie Południowej Rodezji)
- 410 (w sprawie Cypru)
- 411 (w sprawie Mozambiku i Południowej Rodezji)
- 412 (w sprawie Dżibuti)
- 413 (w sprawie Wietnamu)
- 414 (w sprawie Cypru)
- 415 (w sprawie Południowej Rodezji)
- 416 (w sprawie Izraela i Egiptu)
- 417 (w sprawie RPA)
- 418 (w sprawie RPA)
- 419 (w sprawie Beninu)
- 420 (w sprawie Izraela i Syrii)
- 421 (w sprawie RPA)
- 422 (w sprawie Cypru)